# Gąska szerokoblaszkowa

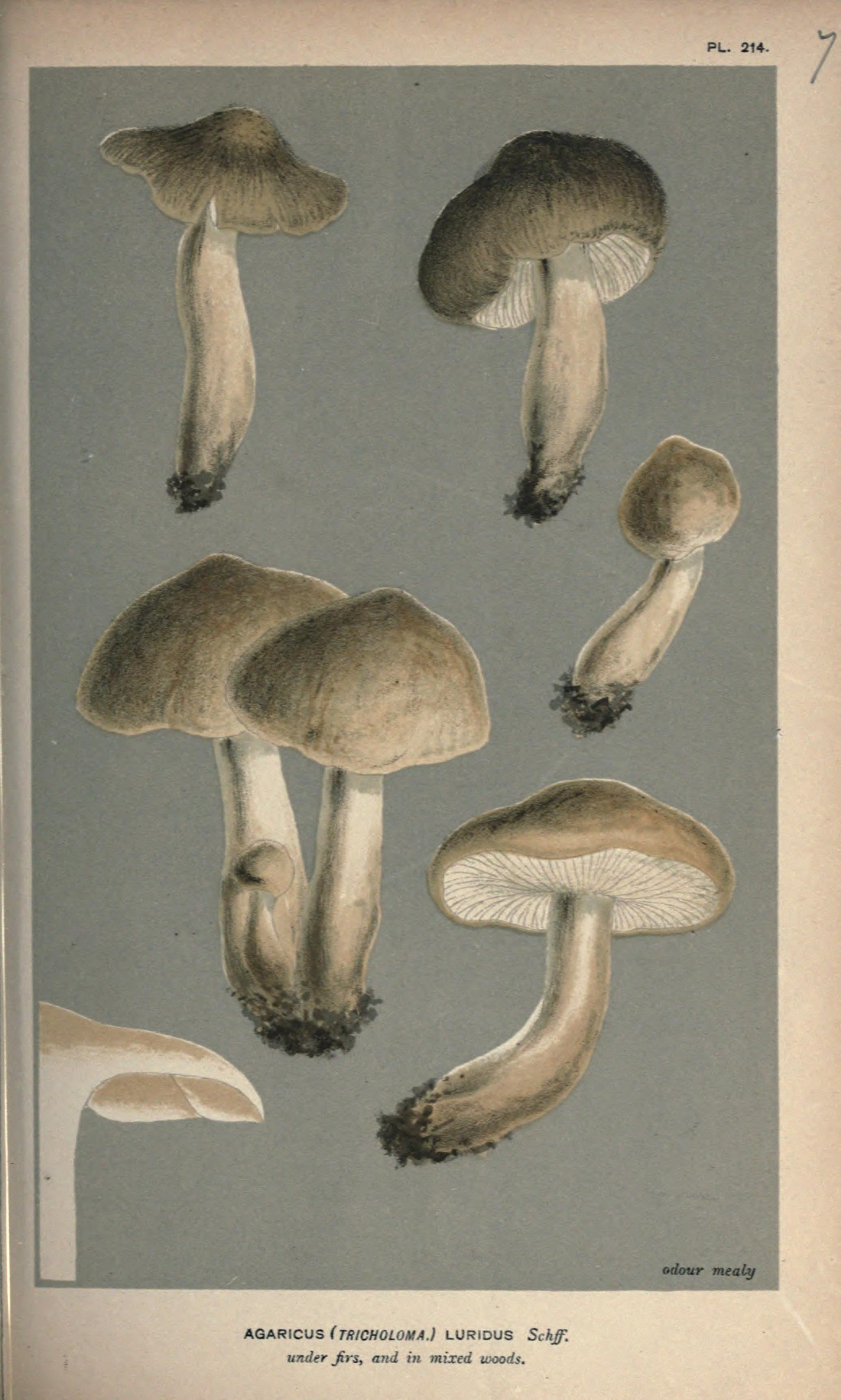

Gąska szerokoblaszkowa (Tricholoma luridum (Schaeff.) P. Kumm.) – gatunek grzybów należący do rzędu pieczarkowców (Agaricales).

## Systematyka i nazewnictwo
Pozycja w klasyfikacji według Index Fungorum: Tricholoma, Tricholomataceae, Agaricales, Agaricomycetidae, Agaricomycetes, Agaricomycotina, Basidiomycota, Fungi.
Po raz pierwszy opisał go w 1774 r. Jacob Christian von Schaeffer, nadając mu nazwę Agaricus luridus. Obecną nazwę nadał mu Paul Kummer w 1871 r. Ma 10 synonimów. Niektóre z nich:
- Gymnopus luridus (Schaeff.) Gray 1821
- Gyrophila lurida (Schaeff.) Quél. 1886[2].

Stanisław Chełchowski w 1898 r. podał polską nazwę gąska (bedłka) ponura, Władysław Wojewoda w 2003 r. zarekomendował nazwę gąska szerokoblaszkowa

## Morfologia
Kapelusz
O średnicy 4–8 cm, początkowo wypukły, potem płaskowypukły z garbkiem. Brzeg podwinięty i klapowany, powierzchnia matowa, gładka, drobno włóknista, oliwkowożółtozielona do ciemnooliwkowej z ciemnobrązowym środkiem i charakterystycznymi brązowymi plamami oraz srebrnoszarymi łuskami i włókienkami w środku i na brzegu.
Blaszki
W liczbie 70–90, l = 1–3, o szerokości 4–7 mm, przyrośnięte z ząbkiem, początkowo białawe z cytrynowożółtym odcieniem, potem wyraźnie szare, w końcu z lekko liliowym odcieniem. Krawędzie nierównomiernie wygięte.
Trzon
Wysokość 5–10 cm, grubość 0,8–1,3 cm, cylindryczny lub nieco pogrubiony u podstawy. Powierzchnia matowa z wierzchołkiem delikatnie oprószonym, ku dołowi włókniście kutnerowata, początkowo biaława z szarawym z cytrynowym odcieniem, później bladoszarozielonkawa.
Miąższ
Mięsisty, nie zmieniający barwy po uszkodzeniu, o łagodnym, mącznym zapachu i smaku.
Cechy mikroskopowe
Podstawki 40–50 × 8–10 µm, maczugowate, 4-zarodnikowe. Bazydiospory 8,8–10,4 × (6,0)6,4–6,8 μm, Q = 1,29–1,63, Qav = 1,42, elipsoidalne z małym, ale wyraźnym wyrostkiem wnęki, cienkościenne, szkliste, zawierające głównie jedną dużą gutulę. Brak prawdziwych cystyd, ale występują wąsko maczugowate bazydiole 32–40 × 8–9,5 µm. Na krawędziach i powierzchni blaszek są wyraźnie mniejsze od podstawek i bazydioli, cylindryczne do wąsko maczugowatych, często wygięte hyfidy 22–38 × 3–6 µm. Trama blaszek regularna, o gęsto ułożonych równoległych, cylindrycznych strzępkach o szerokości 3–8 µm. Skórka kapelusza typu cutis, zbudowana z cylindrycznych strzępek o szerokości 3–6 µm z brązowym pigmentem i inkrustacjami w błonie komórkowej. Brak sprzążek.
Gatunki podobne
Gąska cętkowana (Tricholoma fucatum) odróżnia się ciemnobrązowym kapeluszem z łuskowatymi strefami.

## Występowanie
Znane jest występowanie gąski szerokoblaszkowej tylko w Europie. W Polsce W. Wojewoda w 2003 r. przytoczył kilka stanowisk, wszystkie z lat 1889–1916. Według niego gatunek ten jest w Polsce wymarły, taki też status ma w Czerwonej liście roślin i grzybów Polski, w późniejszych latach podano jednak wiele jego stanowisk, a najnowsze podaje internetowy atlas grzybów. Znajduje się w nim na liście gatunków zagrożonych i wartych objęcia ochroną.
Naziemny grzyb mykoryzowy występujący w lasach iglastych i liściastych, ale głównie w górskich lasach świerkowych. Owocniki pojawiają się od września do października.
Jest grzybem jadalnym.